# Póvoa de Lanhoso
Póvoa de Lanhoso és un municipi portuguès, situat al districte de Braga, a la regió del Nord i a la Subregió de l'Ave. L'any 2001 tenia 22.772 habitants. Se sotsdivideix en 29 freguesies. Limita al nord amb Amares, a l'est amb Vieira do Minho, al sud amb Fafe i amb Guimarães i a l'oest amb Braga.
| Població del concelho de Póvoa de Lanhoso (1801 – 2004) | Població del concelho de Póvoa de Lanhoso (1801 – 2004) | Població del concelho de Póvoa de Lanhoso (1801 – 2004) | Població del concelho de Póvoa de Lanhoso (1801 – 2004) | Població del concelho de Póvoa de Lanhoso (1801 – 2004) | Població del concelho de Póvoa de Lanhoso (1801 – 2004) | Població del concelho de Póvoa de Lanhoso (1801 – 2004) | Població del concelho de Póvoa de Lanhoso (1801 – 2004) | Població del concelho de Póvoa de Lanhoso (1801 – 2004) |
| ------------------------------------------------------- | ------------------------------------------------------- | ------------------------------------------------------- | ------------------------------------------------------- | ------------------------------------------------------- | ------------------------------------------------------- | ------------------------------------------------------- | ------------------------------------------------------- | ------------------------------------------------------- |
| 1801                                                    | 1849                                                    | 1900                                                    | 1930                                                    | 1960                                                    | 1981                                                    | 1991                                                    | 2001                                                    | 2004                                                    |
| 8084                                                    | 9585                                                    | 16939                                                   | 19178                                                   | 22033                                                   | 21092                                                   | 21516                                                   | 22772                                                   | 23657                                                   |

## Freguesies
- Águas Santas
- Ajude
- Brunhais
- Calvos
- Campos
- Covelas
- Esperança
- Ferreiros
- Fonte Arcada
- Frades
- Friande
- Galegos
- Garfe
- Geraz do Minho
- Lanhoso
- Louredo
- Monsul
- Moure
- Oliveira
- Póvoa de Lanhoso
- Rendufinho
- Santo Emilião
- São João de Rei
- Serzedelo
- Sobradelo da Goma
- Taíde
- Travassos
- Verim
- Vilela